# Marianne Breslauer
Marianne Breslauer (Berlín, 20 de novembre de 1909 – Zollikon, 7 de febrer de 2001) va ser una fotògrafa, autora i marxant alemanya de la República de Weimar.
Nascuda a Berlín, filla de Dorothea Lessing (1881–1966), una dona culta, i l'arquitecte Alfred Breslauer (1866–1954). Després d'una sòlida formació de 2 anys a la Lette Haus de Berlín, va viatjar a París el 1929 on va conèixer a Man Ray, que "després de veure les fotografies de Breslauer (...) va considerar que no li havia d'ensenyar res i li va oferir utilitzar els seus estudis i equipament. La seva reacció no ens hauria de sorprendre, si tenim en compte que Man Ray era autodidacte i probablement Breslauer tenia millors coneixements tècnics que ell, després del seu pas per Lette-Verein." Per la seva ascendència jueva, va haver de publicar diverses vegades sota el pseudònim d'Ipp. Va publicar els seus treballs en revistes com Fur die Frau i Frankfurter Zeitung. Va treballar a Alemanya amb Elsbeth Hedenhausen en l'estudi fotogràfic Ullstein, on va arribar a dominar la tècnica de blanc i negre. El 1936 contreu matrimoni amb el galerista Walter Feilchenfeldt, van ser pares de Walter i Konrad Feilchenfeldt; van abandonar Alemanya i van emigrar a Holanda l'any 1936 i de nou, amb l'esclat de la guerra, a SuÏssa. El 1938 comença a dedicar-se professionalment com a marxant d'art.

## Obra
Marianne Breslauer forma part de tota una generació de dones fotògrafes que van saber aprofitar les noves llibertats que la República de Weimar els va oferir per lliurar-se a aquesta activitat. Pertanyent a una família de la burgesia il·lustrada d'origen jueu, la seva carrera va quedar interrompuda amb l'arribada al poder del nacionalsocialisme, el 1933, i ella es va veure abocada a l'exili.
Malgrat la seva curta trajectòria com a fotògrafa –només onze anys entre 1927 i 1938– el llegat de Marianne Breslauer, amb els seus retrats i fotoreportatges, és un exemple singular de la denominada “nova fotografia”. Des del seu descobriment a la dècada de 1980 la seva obra s'ha mostrat en importants exposicions individuals, la darrera el 2010 a la Berlinische Galerie de Berlín. La tardor de 2016 el Museu Nacional d'Art de Catalunya li va dedicar una mostra temporal entre les obres de la col·lecció permanent d'Art Modern. La selecció de fotografies recollia també les instantànies que va fer en el viatge a Catalunya i al nord d'Espanya l'any 1933, acompanyades dels textos de la seva amiga periodista i escriptora Annemarie Schwarzenbach, amb qui farien també altres projectes. L'agència berlinesa Academia que havia encarregat el reportatge no es va atrevir a publicar-lo sota el nom de Breslauer, ja que era jueva, i li van proposar el pseudònim d'Annelise Brauer, cosa que ella va rebutjar.

### Retratista d'una nova era per les dones
Una valuosa i rica font de primera mà sobre la vida i les circumstàncies familiars de Breslauer fou els seus Records (Leneserinnerungern), un projecte que va desenvolupar durant els darrers anys de la seva vida i que va veure la llum pocs mesos després de la seva mort, al final del 2001, en una autoedició de petit tiratge. Com va escriue als seus Records, Breslauer volia retratar les seves amigues cada deu anys per mostrar com anaven canviant. Les amigues de Breslauer duen els cabells curts i en algues fotografies les veiem fumant. Representen la imatge de la neue Frau, la 'nova dona', com es va començar a anomenar el tipus de dona moderna, suposadament emancipada, dels daurants anys vint que van difondre els nous mitjans de masses. Com a ensenya de la modernitat, la nova dona duia els cabells a la garçon, es maquillava, havia desterrat la cotilla, ensenyava les cames sota els vestits solts que havia tallat considerablement, duia vestit jaqueta de tall masculí i sovint, fins i tot, es posava pantalons. Les més agosarades jugaven amb l'ambigüetat dels sexes, el cross-dressing, i també fou una bona època per a moltes dones lesbianes, que trobaren el seu espai per viure i expresssar el seu desig lliurement, un espai que Breslauer fotografiaria de prop.

### Una pionera
L'any següent d'establir-se com a fotògrafa independent, Breslauer va fer un autoretrat que ella mateixa va titular Fotògrafa: es mostra en una posa de tres quarts mentre acciona la seva càmera Mentor sobre un trípode. Si bé Breslauer no va ser l'única fotògrafa que va utilitzar en les seves preses el seu propi cos nu, el fet de mostrar-lo en un autorretrat darrere de la seva càmera, constitueix un cas únic, si ens remetem només a les dones.